# Bonatea maculata
Bonatea maculata är en fjärilsart som beskrevs av Paul Dognin 1904. Bonatea maculata ingår i släktet Bonatea och familjen mätare. Inga underarter finns listade i Catalogue of Life.